# Hieracium lugiorum
Hieracium lugiorum es una especie de planta con flor del género Hieracium, de la familia Asteraceae, orden Asterales.

## Distribución
Hieracium lugiorum se distribuye por Eslovaquia, Polonia, Rumania y Ucrania.

## Taxonomía
Fue descrita científicamente por (Zahn) R. N. Shlyakov.